# Tony Kushner

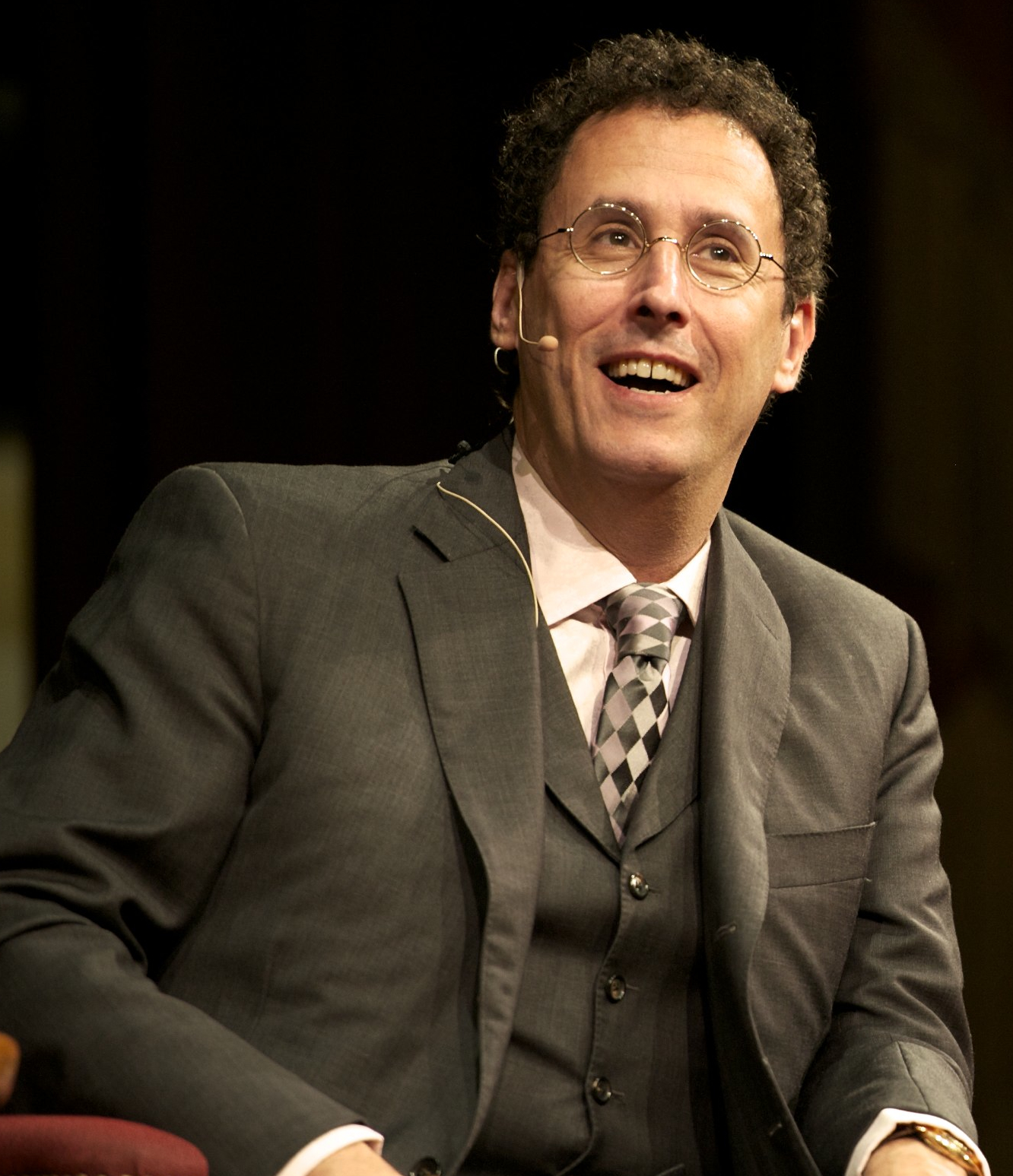
Tony Kushner (November 2010)

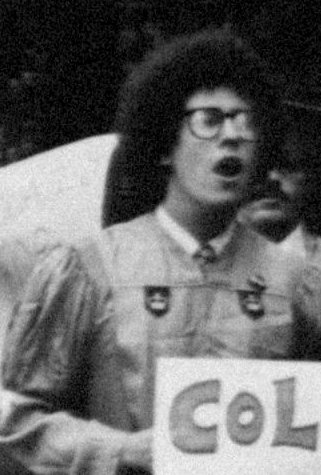
Tony Kushner (Mai 1978)

Tony Kushner (* 16. Juli 1956 in Manhattan, New York City, New York) ist ein US-amerikanischer Drehbuchautor und Schriftsteller.

## Leben
Tony Kushner wurde am 16. Juli 1956 in einer jüdischen Familie in Manhattan geboren. Seine Eltern William Kushner und Sylvia (Deutscher) Kushner, beide Musiker, zogen kurz nach seiner Geburt in die Stadt Lake Charles, Louisiana. 1974 zog er nach New York, um an der Columbia University zu studieren. Dort machte er den Bachelor in Englischer Literatur. Seit 1989 war er als Guest artist im Graduate Theatre Program der New York University sowie an der Yale University und an der Princeton University tätig. Von 1990 bis 1992 war er Playwright-in-residence an der Juilliard School of Drama in New York.
Sein bekanntestes Theaterstück ist das umstrittene zweiteilige Werk Angels in America: Millennium Approaches (1993) und Angels in America: Perestroika (1994), wofür er unter anderen den Pulitzer-Preis und jeweils den Tony Award für das beste Theaterstück bekam. 2003 entstand nach dem Stück die Fernseh-Miniserie Engel in Amerika von Mike Nichols unter anderem mit Al Pacino, Meryl Streep und Emma Thompson. Für das Drehbuch bekam er einen Emmy.
2004 erlebte in Paris die Oper Angels in America von Péter Eötvös ihre erfolgreiche Uraufführung. Weitere Bühnenstücke sind „Slavs“, „Homebody/Kabul“ und „Carolin, or Change“. Sein Werk mit dem langen Titel The Intelligent Homosexual's Guide to Capitalism and socialism with a Key to the Scriptures wurde 2009 am Guthrie Theater in Minneapolis, Minnesota, USA aufgeführt. Eine Kurzfassung Intellectual Homosexual's Guide wurde 2011 in New York City und im Januar 2012 am Nationaltheater in Mannheim mit dem Titel Ratgeber für den intelligenten Homosexuellen gespielt.
2005 schrieb er für Steven Spielbergs Film München das Drehbuch und erhielt dafür eine Oscar-Nominierung. 2012 arbeiteten die beiden bei Lincoln erneut zusammen.
2003 heiratete Kushner seinen langjährigen Lebensgefährten Mark Harris, Redakteur bei „Entertainment Weekly“.

## Position zu Gaza
Im Februar 2025 wurde eine ganzseitige Anzeige in der New York Times veröffentlicht: »Trump hat die Ausweisung aller Palästinenser aus dem Gazastreifen gefordert. Jüdische Menschen sagen Nein zur ethnischen Säuberung!« Die öffentliche Erklärung war von mehr als 350 US-amerikanischen Rabbinern unterzeichnet sowie von jüdischen Künstlern, Schriftstellern und Aktivisten, darunter Tony Kushner, Judith Butler, Ilana Glazer, Joaquin Phoenix, Naomi Klein, Rebecca Alpert, Peter Beinart und Ilana Glazer.

## Filmografie (Auswahl)
- 2005: München (Munich)
- 2012: Lincoln
- 2021: West Side Story
- 2022: The Fabelmans (Drehbuch und Produktion)

## Auszeichnungen
- 1990: Whitning Award
- 1993: Pulitzer-Preis
- 1993: Tony Award
- 1994: Tony Award
- 1994: Lambda Literary Award für Angels in America: Millenium Approaches
- 1995: Lambda Literary Award für Angels in America: Perestroika
- 1996: Lambda Literary Award für Slavs
- 2004: Emmy
- 2005: Aufnahme in die American Academy of Arts and Sciences
- 2005: Mitglied der American Academy of Arts and Letters[4]

## Weiterführende Literatur
- Contemporary Literary Criticism, Gale (Detroit), Volume 81, 1994.
- Harold Bloom, ed.: Tony Kushner, New York, Chelsea House, 2005.
- Per K. Brask, ed.: Essays on Kushner’s Angels, Winnipeg, Blizzard Publishing, 1995.
- James Fisher: The Theater of Tony Kushner, London, Routledge, 2002.
- James Fisher, ed.: Tony Kushner: New Essays on the Art and Politics of His Plays, London, McFarland & Company, 2006.
- Deborah R. Geis, Steven F. Kruger: Approaching the Millennium: Essays on Angels in America, University of Michigan Press, 1997.
- Ricarda Klüßendorf: “The Great Work Begins”. Tony Kushner's Theater for Change in America, Trier, WVT, 2007.
- Ingar Solty: Tony Kushners amerikanischer Engel der Geschichte, in: Das Argument – Zeitschrift für Philosophie und Sozialwissenschaften, 47. Jg., Nr. 265, Heft 2/2006, S. 209–225 (PDF (Memento vom 3. Dezember 2007 im Internet Archive))
- Anthony Lioi: The Great Work Begins: Theater as Theurgy in Angels in America, in CrossCurrents, Fall 2004, Vol. 54, No 3

## Würdigungen
- Jesse Green: The Intelligent Homosexual's Guide to Himself. In: New York Magazine, 17. Oktober 2010
- Ingar Solty: Gegenhegemonie und politisches Theater. Tony Kushner - ein Porträt. In: Sozialismus, 32. Jg., Nr. 5, Mai 2005, S. 53ff (Memento vom 11. Februar 2013 im Webarchiv archive.today)
- Ingar Solty: Die Menschen erinnern. Tony Kushner zum 50. Geburtstag. In: junge Welt, 15. Juli 2006 (PDF-Datei; 22 kB)
- Dominic Cavendish: How That Angel Flew Into My Life. In: Telegraph, May 2nd, 2007
- John Nathan: Tony Kushner, a Political Playwright? In: Prospect Magazine, No. 174, 3rd September 2010